# Ferran Adrià
Ferran Adrià , est un cuisinier espagnol, né le 14 mai 1962 à L'Hospitalet de Llobregat.
Considéré comme un des meilleurs chefs du monde, il est le célèbre chef du restaurant El Bulli à la plage de Montjoi, près de Roses, située non loin de Gérone sur la Costa Brava.
Ferran Adrià commence à s’intéresser à la cuisine en 1980, alors qu’il travaille comme plongeur dans un hôtel d'Ibiza. Après une formation basée sur la cuisine catalane, Adrià devient un des tenants de la cuisine moléculaire, expérimentant sans cesse de nouvelles technologies et des textures en gardant les saveurs de la cuisine catalane traditionnelle.

## Le restaurant

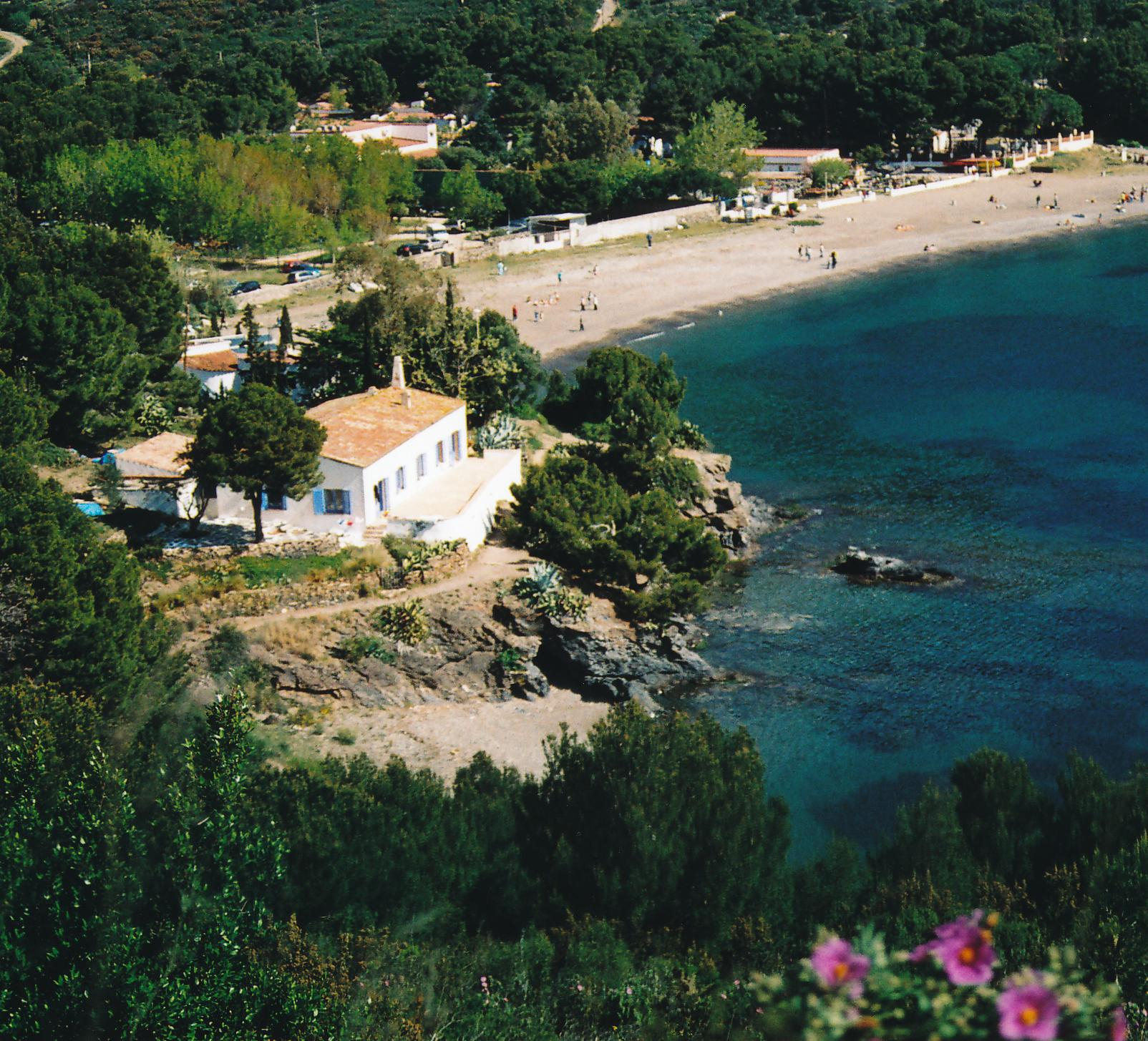
Restaurant El Bulli.

Les premiers propriétaires, le Dr Schilling et sa femme, avaient construit en 1961 le domaine pour en faire un minigolf. Ils possédaient des bouledogues (bulli en catalan) et avaient installé des statues de leurs chiens sur les piliers à l'entrée. Le nom est resté. El Bulli, qui reçoit au debut de chaque année 20 000[réf. souhaitée] demandes de réservations venues des quatre coins du monde, ouvre ses portes six mois par an, d’avril à septembre, pour servir 8 000 personnes. On cite le cas de clients potentiels qui accompagnent leur demande de réservation d’une lettre de motivation afin d'être retenus parmi les élus qui paieront 170 euros (en 2006) pour déguster un menu de 25 plats (ou plutôt 25 miniatures) parmi lesquels on pourra trouver de l’air de carotte, un sorbet grillé au barbecue, une viande accompagnée d’une seringue hypodermique pleine de sauce, des guimauves de parmesan, du caramel d’huile de courge, des bonbons à l’huile de potiron, du croquant d’algue, des pétales de rose en tempura, des pastilles glacées au whisky sour, des sorbets aux amandes parfumés à l’ail ou encore de la nougatine aux algues.

## L’atelier de Barcelone
Le reste de l’année, d’octobre à mars, Adrià travaille, entouré de ses chefs, dans son atelier de Barcelone, El BulliTaller, et développe les nouvelles recettes qu’il proposera au cours de la saison suivante : « D'avril à octobre, chaque soir, soixante-cinq « acteurs » se retrouvent sur la scène du restaurant pour seulement une cinquantaine de « spectateurs » plaisante-t-il.
Il invente de nouvelles techniques en utilisant les connaissances de la science actuelle (la gastronomie moléculaire) ; par exemple, l’utilisation de l'azote liquide.

## Quelques spécialités
- Olives sphériques ;
- Caviar d’huile d'olive au jus d’anchois ;
- Biscuit de gingembre et de kumquats cuit à l’azote liquide ;
- Bijou de parmesan de fruit de la passion ;
- Langues de chat ananas et fenouil ;
- Caramel à l’huile de courge ;
- Moules sphériques au bacon ;
- Soupe de pin aux algues et jaune d'œuf ;
- Les espumas ;
- La jardinière de légumes en texture.

## Considérations
Considéré comme un des meilleurs chefs du monde, son restaurant, qui avait déjà reçu trois étoiles du Michelin, a reçu la consécration en 2002, 2006, 2007, 2008 et 2009 en étant désigné comme « meilleur restaurant du monde » par Restaurant, un magazine britannique consacré à la gastronomie, détrônant le Fat Duck de Heston Blumenthal, autre porte-étendard de la gastronomie moléculaire.
En 2006, il reçoit la Médaille d'or du mérite des beaux-arts par le Ministère de l'Éducation, de la Culture et des Sports.

## Controverses
En 2008, le chef trois-étoiles Santi Santamaria accusait Ferran Adrià d'empoisonner ses clients avec des produits chimiques. L’année suivante, c’est le journaliste allemand Jörg Zipprick qui relance la polémique en publiant les Dessous peu appétissants de la cuisine moléculaire. Par la suite, plusieurs clients d’El Bulli ont subi une intervention médicale en pleine nuit à tel point que le personnel de l’hôpital de Rosas a rebaptisé l’étage où les malades ayant dîné à El Bulli sont soignés le « secteur El Bulli ». En cause, les alginates, gluconates de calcium, carraghénates et autres méthylcellulose, susceptibles d'avoir, à haute dose, des effets nocifs sur la santé, et de provoquer notamment des « dissensions intestines ».
Depuis, régulièrement critiqué dans la presse du monde entier, l'usage des additifs dans la cuisine moléculaire ainsi que leur vente sous le nom « Texturas Albert y Ferran Adrià » a été l'objet d'un ouvrage,. Ferran Adrià a déclaré : « C'est hypocrite de dire que la mission de la gastronomie est de se soucier de la santé... »
L'émission italienne Striscia la notizia a enquêté sur la cuisine moléculaire pendant plusieurs mois. En décembre 2009, le gouvernement italien a durci les règles d'emploi des additifs dans les restaurants de la Péninsule.
Celui qui fut autrefois appelé « génie » commence alors à apparaitre comme un apprenti-sorcier qui met en danger la santé de ses clients. Finalement, le 30 juillet 2011, le restaurant a fermé ses portes, « pour décider comment sera l'année », et devait à l'origine rouvrir ses portes en 2014 « sous la forme d'une fondation dédiée à la recherche gastronomique ». Il devrait finalement rouvrir ses portes en 2018 sous le nom de El Bulli 1846.

## Biographie
- 1962 : naissance à L'Hospitalet de Llobregat non loin de Barcelone
- 1982 : fait des pizzas à Ibiza pour payer ses études de commerce
- 1983 : employé des cuisines d’El Bulli chez Juli Soler
- 1985 : 1re étoile Michelin
- 1990 : 2e étoile Michelin
- 1997 : 3e étoile Michelin
- 2002 : reçoit la Creu de Sant Jordi, distinction décernée par la Generalitat de Catalogne
- 2003 : sacré meilleur cuisinier du monde par les grands critiques et les grands chefs
- 2006 : il est appelé par Nelly Wenger pour modifier les chocolats fabriqués par Cailler qui sont habillés par Jean Nouvel
- 2011 : invité d'honneur du Festival international du livre d'art et du film à Perpignan.